# Uomo universale

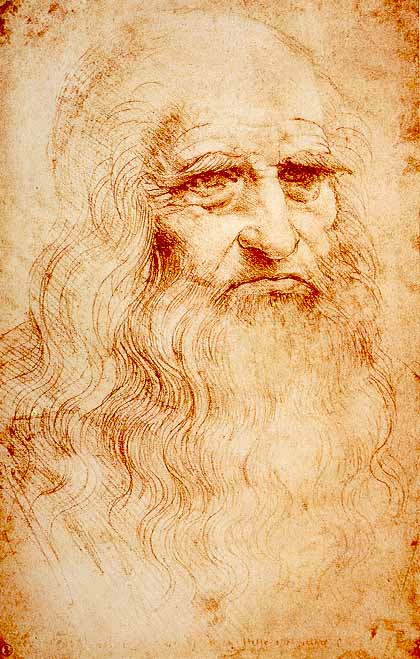
Leonardo da Vinci, l'uomo universale per eccellenza

L'uomo universale (in latino: homo universalis, "uomo universale"), detto anche genio universale o polìmate (in greco: πολυμαθής, polymathēs, "che ha imparato molto"), è una persona, particolarmente erudita e sapiente, che eccelle in molteplici campi, nell'arte così come nella scienza e nella letteratura, avendo profonde conoscenze, insolitamente versatili, sui più svariati argomenti, che lo porta a produrre opere di importante rilevanza artistica, scientifica, etica o sociale.

## Descrizione

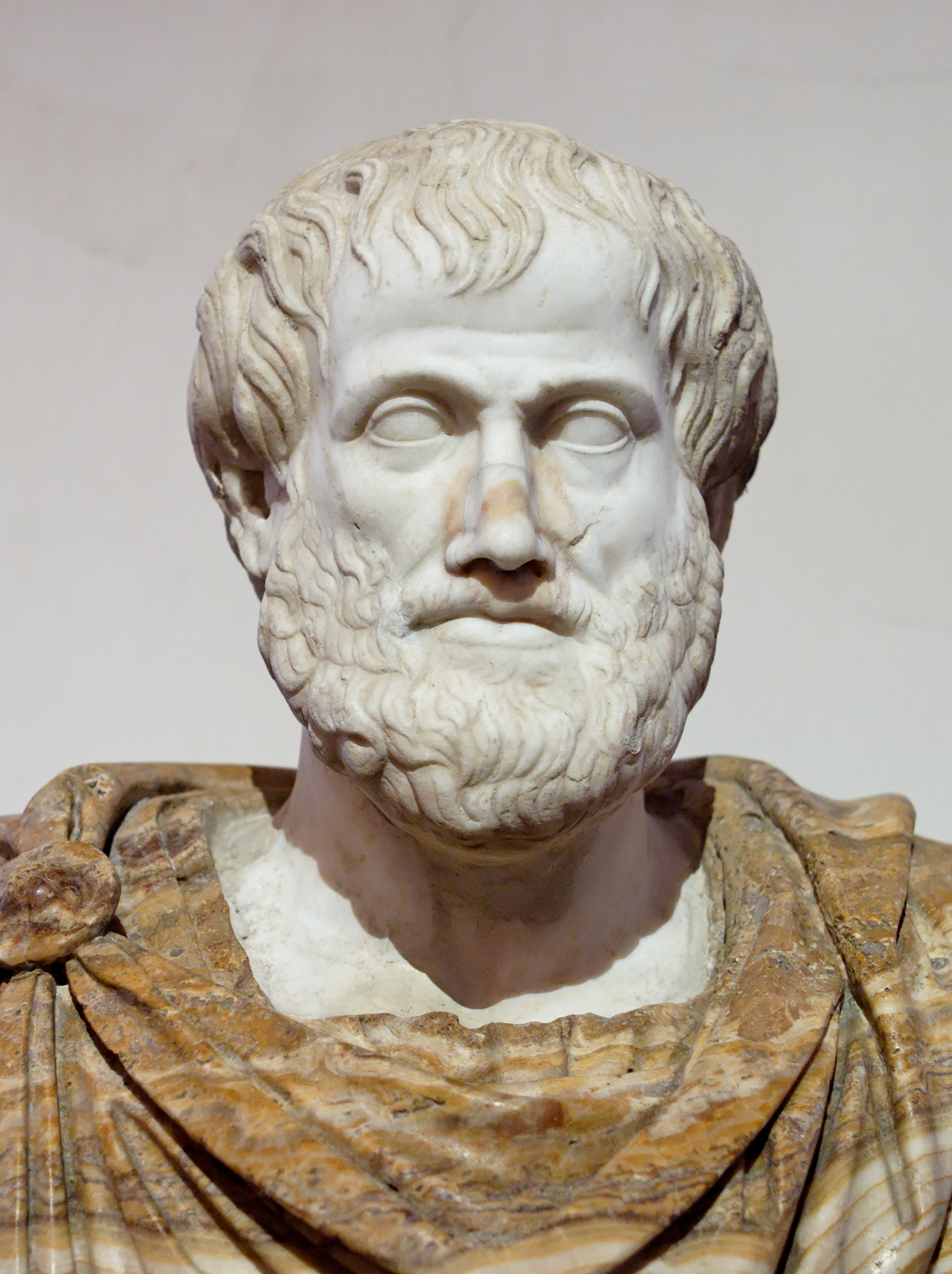
Aristotele in un busto, conservato a Palazzo Altemps (copia romana di un'opera di Lisippo)

Concezione culturale già presente nella tradizione greco-romana e giudaico-cristiana, ricompare nella storia europea tardo medievale con la nascita della corrente filosofica dell'umanesimo rinascimentale, la riscoperta del mondo classico e il ritorno al concetto romano di humanitas, per poi svilupparsi pienamente tra il XVIII e XIX secolo.
Molti illustri uomini universali sono vissuti durante il periodo rinascimentale, epoca in cui un'istruzione a trecentosessanta gradi era ritenuta il caposaldo primario di una perfetta educazione umanista. Per un nobile, un cortigiano o un qualunque notabile del tempo, conoscere le lingue straniere, saper suonare uno strumento musicale, dilettarsi con la poesia, interessarsi di architettura o essere erudito in qualsivoglia altra disciplina, era decisamente opportuno e in sintonia con l'ideale di "uomo totale", inteso come punto d'arrivo del naturale sviluppo umano.
In questo contesto nasce la concezione del "sapere come potere", ovvero del sapere che può diventare strumento di trasformazione della realtà. L'uomo si è così posto al centro dell'universo, intermediario tra mondo razionale e sfera spirituale, in netta contrapposizione con la prospettiva teocentrica medievale. Baldassarre Castiglione nella sua opera Il Cortegiano espone ampiamente le norme fisiche, morali e comportamentali a cui aspirare per poter raggiungere questo stato ideale. La concezione rinascimentale del genio universale comprendeva anche quella di essere un atleta completo, dato che la forma fisica era considerata parte integrante e non separata dall'istruzione e dalla formazione primaria.
A partire dal XIX secolo il numero di uomini universali è diminuito a causa del cospicuo aumento delle conoscenze relative alle singole aree tematiche, che ha reso più difficile l'esistenza di persone che riescano a padroneggiare più discipline. I vari campi dello scibile sono stati gradualmente caratterizzati da un perfezionamento costantemente crescente, che richiede l'impiego di professionisti sempre più specializzati. Per questo motivo, a partire dal XIX secolo, è stato individuato un numero inferiore di uomini universali.
Per definire invece una persona che ha interessi, senza eccellere in modo assoluto, in più campi, si utilizzano i termini "universalista" o "generalista".

## Esempi di uomini universali

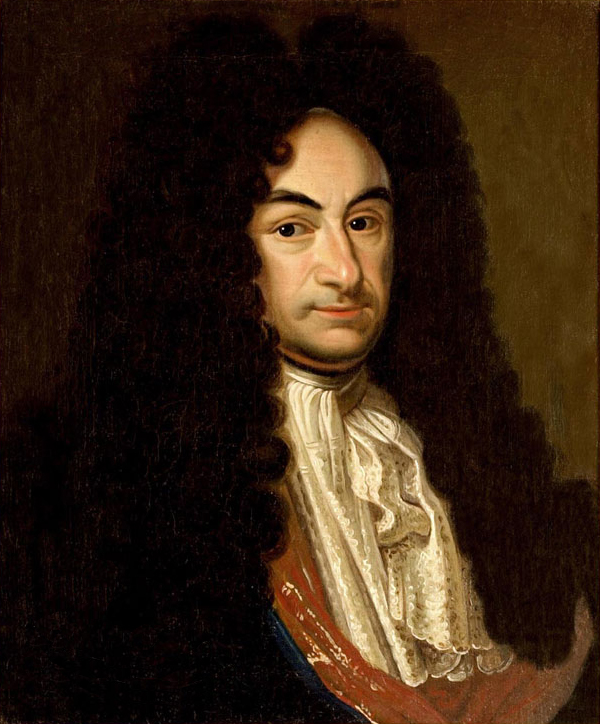
Gottfried Wilhelm von Leibniz

L'idea di "genio universale" (in latino Universalis Genius) è presente fin dagli albori della storia, fermo restando che in tempi antichi, in diversi casi, questo concetto è stato utilizzato anche come appellativo onorifico, come nel caso di Alessandro Poliistore. Il primo esempio documentato di uomo universale, inteso come "genio universale", è Imhotep, architetto, medico e astronomo egizio vissuto nel corso della III dinastia, intorno quindi al 2700 a.C.
Celebre studioso universale dell'antica Grecia è Aristotele, che fu filosofo, scienziato e logico, mentre nella storia romana gli esempi più conosciuti sono Plinio il Vecchio, scrittore, ammiraglio e naturalista, e Marco Terenzio Varrone, letterato, scrittore e militare. Uomini universali appartenenti alla cultura araba sono stati Ibn al-Nafīs, che fu medico, fisico, filosofo e letterato, e al-Suyuti, che compì la sua opera come storico, giurista, teologo e geografo.

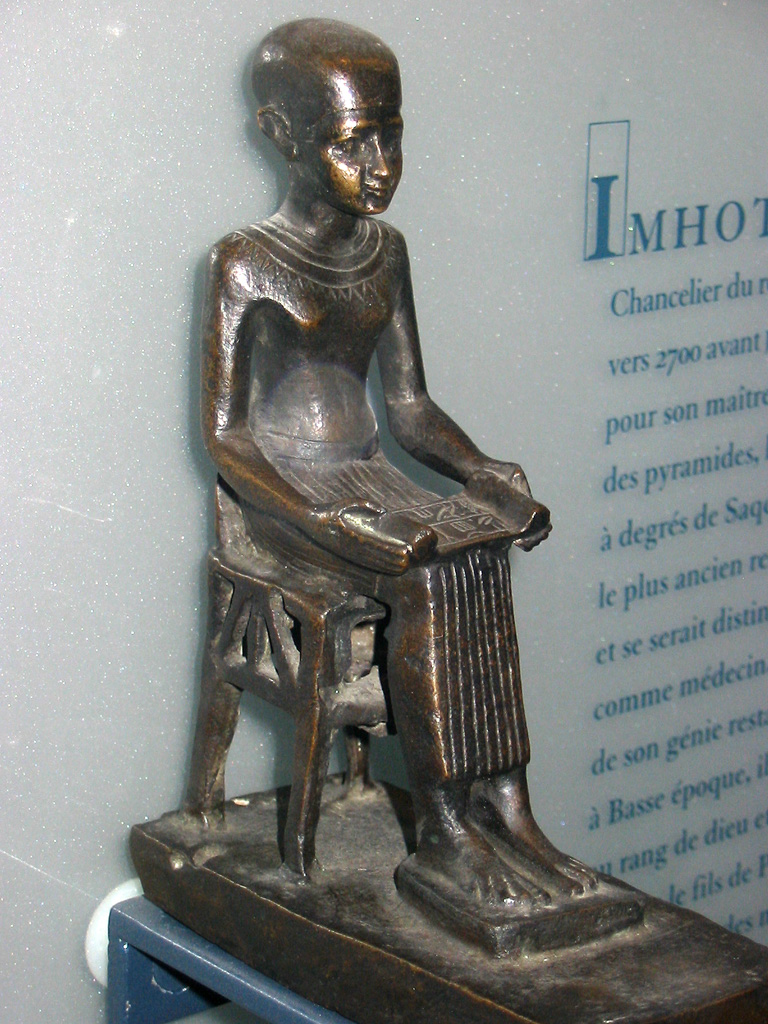
Statuetta bronzea di Imhotep, primo esempio documentato di genio universale, conservata al Museo del Louvre

Per quanto riguarda la cultura cinese, furono uomini universali Gu Yanwu, che operò come scrittore e filologo, Shen Kuo, che fu geologo, astronomo, matematico, cartografo, zoologo, botanico, militare, ingegnere idraulico e farmacologo, nonché Su Song, che prestò la sua opera come scienziato, matematico, politico, astronomo, cartografo, orologiaio, medico, farmacista, mineralogista, zoologo, botanico, meccanico, ingegnere, architetto e poeta, e Xu Guangqi, che fu funzionario, matematico, agronomo e traduttore.
Nel Medioevo, tra gli uomini universali, vi era Alberto Magno, che fu un teologo, scrittore, scienziato e filosofo tedesco. Sempre in ambito religioso, altro esempio è stato Conrad Gessner, naturalista, teologo e bibliografo svizzero vissuto nel XVI secolo. Vissuti nel Medioevo sono stati Ildegarda di Bingen, religiosa, naturalista, scrittrice, drammaturga, poetessa, musicista, compositrice, filosofa e linguista tedesca, e Al-Biruni, matematico, filosofo, medico, astronomo e storico persiano. Nel XVII secolo fu genio universale Galileo Galilei, che compì la sua opera come fisico, astronomo, filosofo e matematico, mentre nel XVIII secolo visse Michail Vasil'evič Lomonosov, che fu uno scienziato, naturalista e linguista russo.
Modello esemplare di genio universale, per la sua completezza e il contributo dato ai più disparati ambiti, è senza dubbio Leonardo da Vinci. Considerato uno dei più grandi geni dell'umanità, maestro in tutte le arti, precursore del metodo sperimentale, ricercatore visionario (ossia capace di anticipazioni spesso lungimiranti e quasi profetiche, in netto anticipo sulla sua epoca) nei più disparati campi della conoscenza, Leonardo fu pittore, scultore, architetto, ingegnere, geologo, geografo e botanico; condusse pure, per primo, ampie ricerche in campo anatomico.
Contemporaneo di Leonardo da Vinci fu il portoghese Duarte Pacheco Pereira, che operò come scienziato, militare, esploratore e cartografo. Nell'età della riforma protestante visse Philipp Schwarzerdt, che fu un umanista e teologo tedesco. Dell'epoca barocca sono Gottfried Wilhelm von Leibniz, che fu un matematico, filosofo, scienziato, logico, glottoteta, diplomatico, giurista, storico, magistrato tedesco, il suo contemporaneo Isaac Newton, matematico, fisico, filosofo naturale, astronomo, teologo, alchimista inglese, e Blaise Pascal, filosofo, matematico, fisico, teologo francese.
Leon Battista Alberti era architetto, pittore, poeta, scienziato, matematico, inventore e scultore (in aggiunta era un esperto cavaliere e arciere). Altri personaggi avvicinabili al concetto di genio universale, per aver eccelso in numerosi e diversi campi, sono Niccolò Machiavelli, Paolo Sarpi, Nicola Cusano, Johann Alexander Döderlein, Alexander von Humboldt, Rabindranath Tagore e Johann Wolfgang von Goethe.

## Espressioni alternative
Il concetto di "genio universale", in lingua italiana, è reso impropriamente anche dal termine "uomo universale", che è invece legato al concetto filosofico di "persona". Altro termine, più raro e dal significato leggermente differente che rende il concetto, è polimate. Il termine polimate deriva dal greco πολυμαθής, traslitterato polymathēs, che significa "molto istruito"; l'etimologia di polimate è anche legata a uno dei sinonimi di polymathēs, ovvero πολυΐστωρ, traslitterato polyhístōr, che vuol dire "molto sapiente". Altre espressioni filosofiche per rendere la medesima idea sono genio poliedrico e talento universale.